# Lello Di Gioia
Raffaele Di Gioia, all'anagrafe Raffaele Mario Rosario Antonio Di Gioia, detto Lello Di Gioia (San Marco la Catola, 20 maggio 1951) è un politico italiano.

## Biografia
Studia scienze politiche, specializzandosi in economia industriale, diviene segretario provinciale della Uilm di Foggia. Ricopre presto il ruolo di segretario generale della UIL di Foggia e successivamente è membro dell'esecutivo regionale e della direzione nazionale UIL.
Negli anni 2000 diventa membro della Giunta della Camera di Commercio di Foggia ed è eletto componente della Commissione centrale per la Finanza e gli Organici degli Enti Locali presso il dipartimento per gli Affari Interni e Territoriali del Ministero dell'Interno.

### Attività politica
Impegnato in politica nel Partito Socialista Italiano, nel 1990 viene eletto sindaco nel comune natale San Marco la Catola, restando in carica per 15 anni, ed è presidente della comunità montana del subappennino dauno settentrionale.
Alle elezioni politiche del 2001 viene eletto alla Camera dei Deputati, nel collegio uninominale Foggia-Lucera sostenuto dalla coalizione de L'Ulivo (in quota SDI).
Alle elezioni del 2006 viene rieletto deputato, nella circoscrizione Puglia, nelle liste della Rosa nel Pugno.
Alle successive elezioni politiche del 2008 è ricandidato, sempre nella circoscrizione Puglia nelle liste del Partito Socialista in seconda posizione, senza venire tuttavia eletto, in quanto il partito non supera la soglia di sbarramento del 4% a livello nazionale.
Grazie all'accordo elettorale tra PSI e PD, alle elezioni politiche del 2013 viene eletto alla Camera dei Deputati, nella circoscrizione Sardegna, in virtù della candidatura nelle liste del Partito Democratico. Alla Camera si iscrive al Gruppo misto per poi aderire l'11 giugno 2013, assieme agli altri tre deputati del PSI, alla componente del misto "Partito Socialista Italiano (PSI) - Liberali per l'Italia (PLI)".
Dal 26 settembre 2013 presiede la Commissione Parlamentare di Controllo sulle attività degli Enti Gestori di forme obbligatorie di Previdenza e Assistenza Sociale. È inoltre componente della V Commissione (Bilancio, Tesoro e Programmazione).
A giugno 2015 abbandona il Partito Socialista Italiano, pur rimanendo nella componente socialista del Gruppo misto. Il 28 ottobre 2015 presenta a Napoli l'associazione "Socialisti & Democratici", promossa insieme ai due deputati Marco di Lello e Giuseppe Lauricella, definita "un cantiere di idee" per contaminare il PD. Il 7 giugno 2016, infine, abbandona, assieme al deputato Di Lello, la componente del Partito Socialista Italiano alla Camera dei Deputati: i due formano la nuova componente del Gruppo misto "Movimento PPA-Moderati" a cui aderisce anche Aniello Formisano.
Il 19 gennaio 2017 Di Gioia aderisce ufficialmente al Partito Democratico insieme al collega Marco Di Lello. Non si ricandida alle elezioni politiche del 2018.

## Controversie
A giugno 2015, dopo le indiscrezioni giornalistiche su un suo coinvolgimento nell'inchiesta dalla Procura di Trani sul crac della Casa Divina Provvidenza opere «Don Uva», Di Gioia rassegna le dimissioni dal PSI, precisando però di non aver ricevuto alcun avviso di garanzia.